# Valdefrancos
Valdefrancos es una localidad perteneciente al municipio de Ponferrada, en la provincia de León, Castilla y León, España. Se encuentra a 8 km de Ponferrada, en pleno corazón del Valle del Oza, y cuenta con una iglesia parroquial del siglo XVIII y un puente de piedra con arco de medio punto.
Sus fiestas patronales se celebran el 24 de agosto en honor de san Bartolomé.

## Historia
Se cree que Valdefrancos fue fundado por peregrinos que se asentaron aquí en su camino hacia Santiago de Compostela.
Actualmente este pueblo se encuentra en una situación crítica. Su población no supera los 30 habitantes, con una media de edad de 70 años, y, a causa de la falta de servicios básicos, es casi imposible fijar población para asegurar el futuro de esta pedanía.

## Cómo llegar
Saliendo de Ponferrada por el barrio del Puente Boeza, se coge la carretera de San Lorenzo del Bierzo en dirección a San Esteban de Valdueza. Al llegar al cruce justo antes de este último pueblo, se coge el desvío de la izquierda, continuando por una carretera estrecha y sinuosa que se dirige a Valdefrancos.